# 대릴 로버트슨
대릴 베르데네 로버트슨(영어: Daryl Berdene Robertson, 1936년 1월 5일~2018년 7월 31일)은 미국의 프로 야구 선수로, 포지션은 내야수였다. 1962년 5월에 메이저 리그 베이스볼(MLB)의 시카고 컵스 소속으로 9경기에 출전했다. 미국 콜로라도주 크리플크리크에서 태어났으며 유타 대학교를 다녔다. 우투우타였으며, 6 피트 (1.83 m)와 184 파운드 (83 kg)의 체격 조건을 갖추고 있었다.
1954년 아마추어 자유계약선수 신분으로 뉴욕 자이언츠와 계약했으며, 1956년 12월에 마이너 리그 드래프트에서 밀워키 브레이브스의 지명을 받았다. 브레이브스 산하 마이너 리그 팀에서 4시즌을 치렀고, 트리플 A까지 다다랐다. 1961년 스프링 트레이닝이 끝나는 시점에 동료 내야수 안드레 로저스와 함께 시카고 컵스로 트레이드되었으며, 반대 급부로 투수 모 드라보스키와 세스 모어헤드가 브레이브스로 이적했다.
로저스는 1961년과 1962년에 컵스의 주전 유격수였다. 로저스가 1962년 5월에 부상을 당했을 때 로버트슨의 빅리그 서비스 타임 기간이 찾아왔다. 5월 11일부터 19일까지 다섯 경기에서 유격수로 선발 출전했고, 3루수로도 1경기 출전했다. 그 기간 동안 19타수 2안타를 기록했는데, 두 안타 모두 5월 12일 리글리 필드에서 치러진 필라델피아 필리스와의 경기에서 나왔다. 컵스 구단은 6월 5일에 로버트슨을 세인트루이스 카디널스로 트레이드했으나, 로버트슨은 이후 더 이상 빅리그에서 경기를 뛰지 못하고 남은 시즌을 마이너 리그에서 보냈다.
2018년 7월 31일에 사망했다.